# MVP del Super Bowl
El Premio al jugador más valioso del Super Bowl (en inglés, 'Super Bowl MVP' o Super Bowl Most Valuable Player Award), es un galardón dado en la conclusión del Super Bowl, el juego por el campeonato de la NFL, al jugador que se considera influyó de manera más significante en el resultado del partido. El ganador es escogido por un panel de miembros de los medios de comunicación (80% de la votación), y los aficionados (20% de la votación). Los aficionados pueden votar en línea durante el juego. Antes del Super Bowl XXXV, solo los medios de comunicación escogían al MVP.
Casi todos los MVPs han sido otorgados a jugadores del equipo ganador, solo en una ocasión ha sido otorgado al equipo perdedor. Chuck Howley (MVP del Super Bowl V) es el único jugador que ha sido ganador del MVP del equipo perdedor. La mayor parte de los ganadores han sido jugadores ofensivos participando en posiciones que anotan touchdowns: quarterbacks, running backs y wide receivers. De los 44 ganadores, solo 10 jugadores defensivos (2 de ellos en el mismo Super Bowl) han ganado este reconocimiento. Solo una vez un jugador de los equipos especiales (Desmond Howard, regresador de patada) ganó ese honor. Tom Brady tiene la marca de ganar más Super Bowl MVP, con cinco. 
Desde el Super Bowl XXV, al ganador del Super Bowl MVP se le entrega el Trofeo Pete Rozelle, llamado así en honor de Pete Rozelle, quien fue Comisionado de la NFL de 1960 a 1989. El premio es patrocinado por GMC, y al ganador se le entrega un automóvil GMC nuevo de su elección. En los años previos, al ganador se le entregaba un automóvil nuevo Buick y un reloj.[cita requerida]

## Ganadores

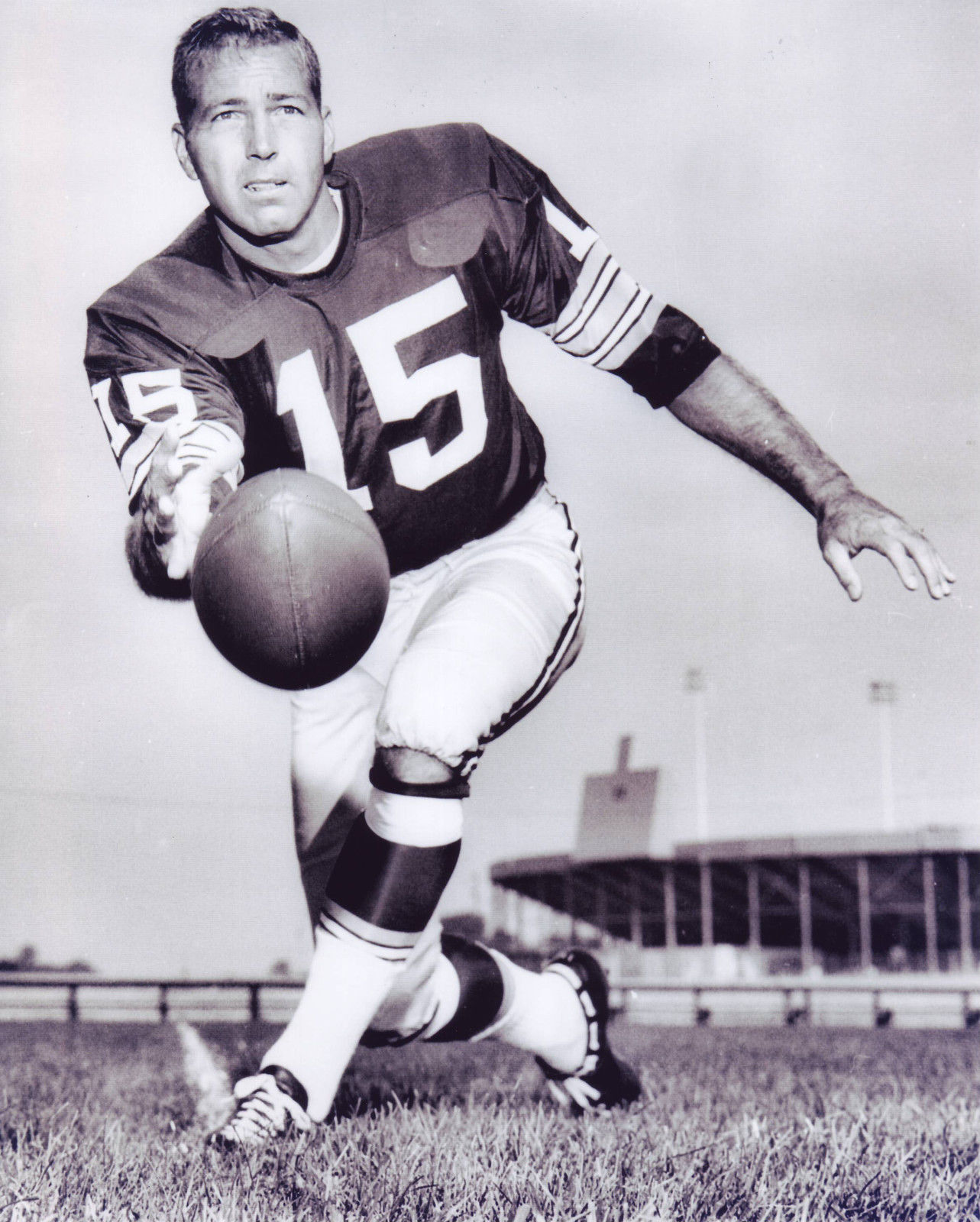
Bart Starr fue el MVP de las dos primeras ediciones del partido.

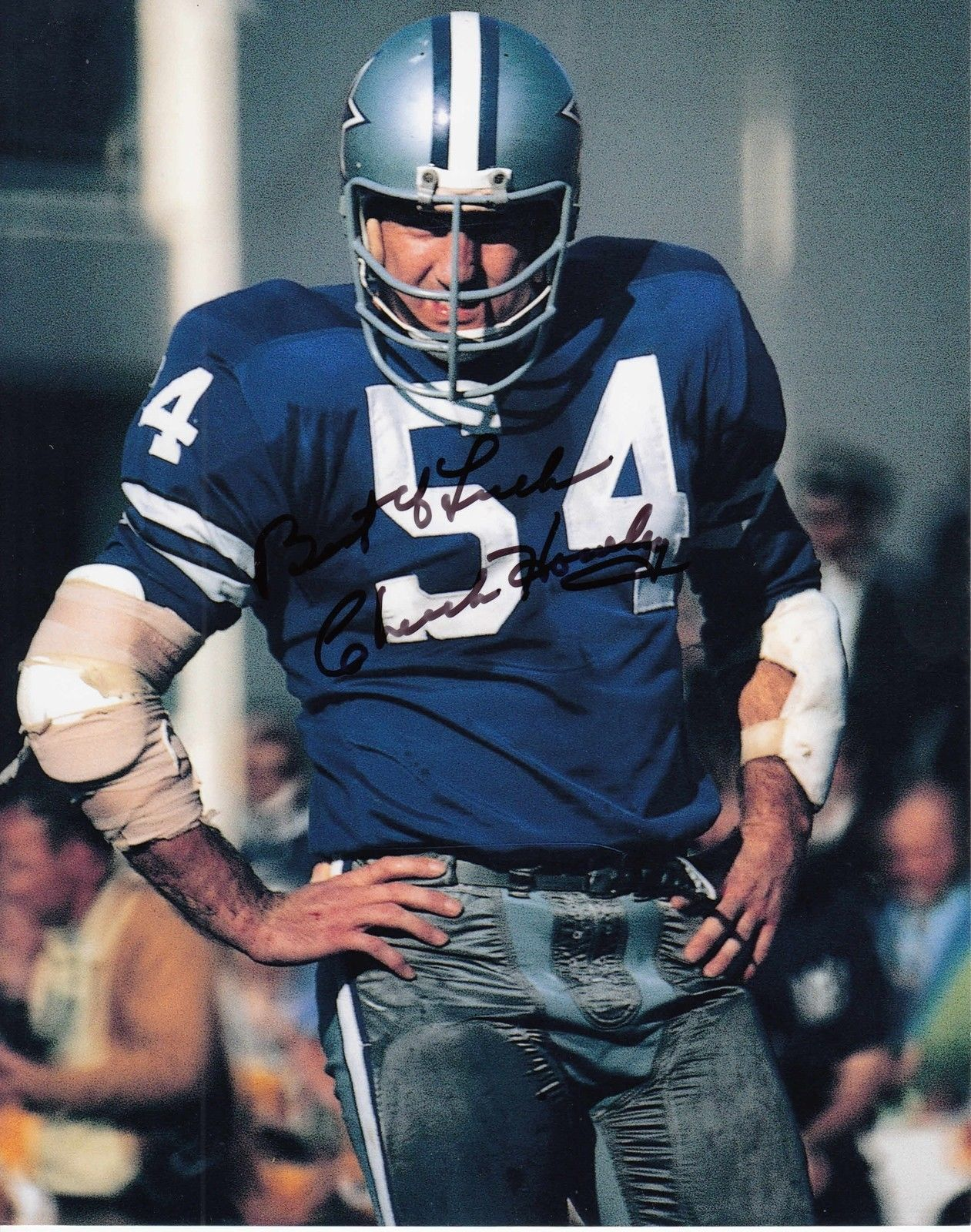
Chuck Howley fue el MVP de la edición V a pesar de pertenecer al equipo perdedor.

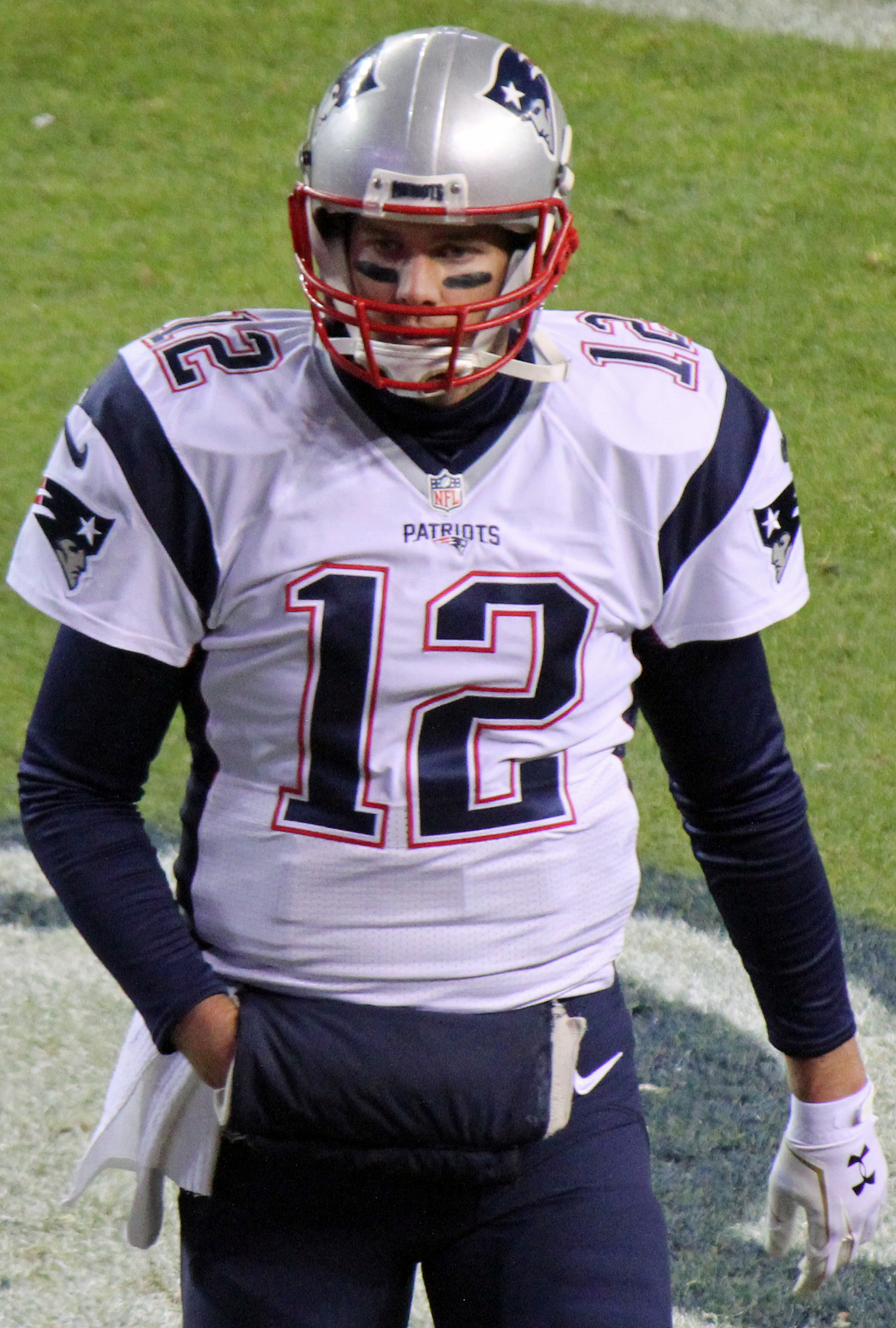
Tom Brady es el único jugador que ha ganado el premio en cinco ocasiones.

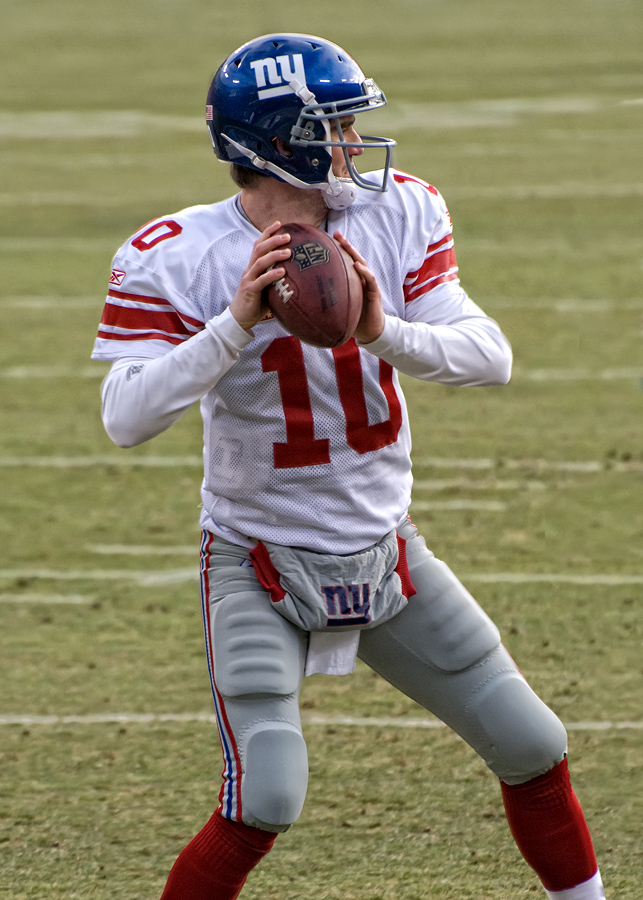
Eli Manning ganó el premio en dos ocasiones.

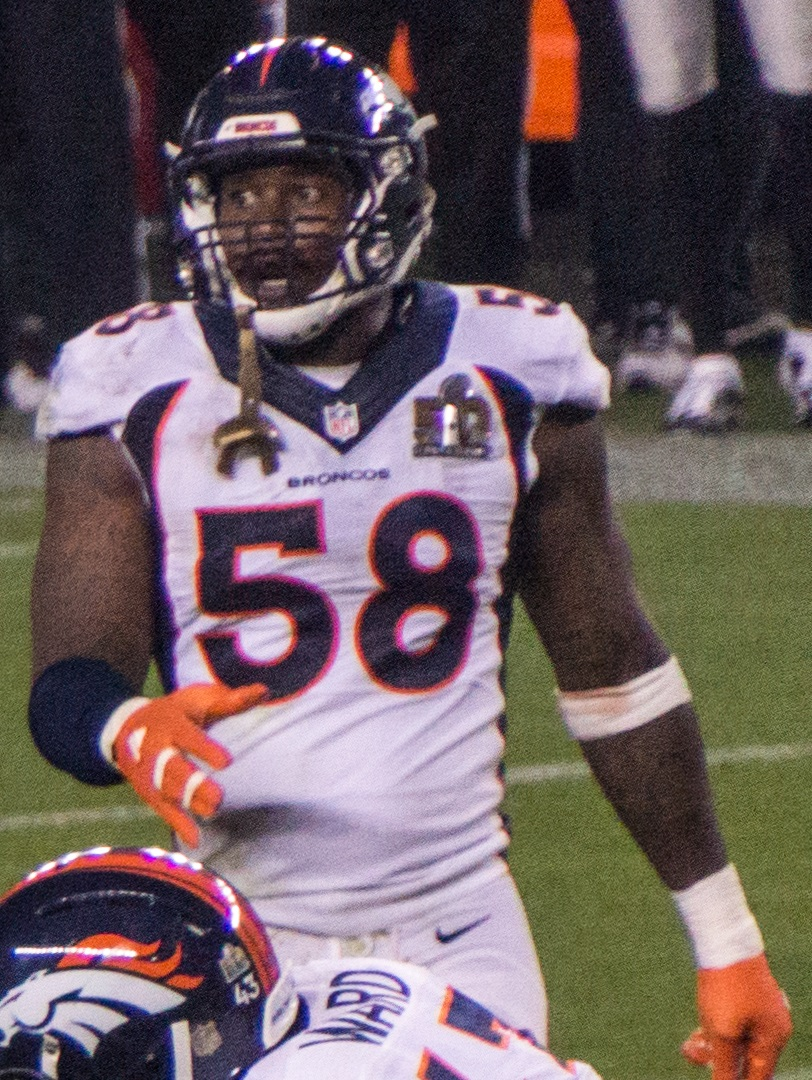
Von Miller fue el MVP de la edición 50.

| Leyenda     |                                                                |
| ----------- | -------------------------------------------------------------- |
| †           | Denota a un jugador aún en activo                              |
| *           | Electo al Salón de la Fama del Fútbol Americano Profesional    |
| Jugador (#) | Denota el número de ocasiones que el jugador ganó este premio. |

| Año  | Super Bowl | Ganador              | Equipo               | Posición                     | Ref.   |
| ---- | ---------- | -------------------- | -------------------- | ---------------------------- | ------ |
| 1967 | I          | Bart Starr *         | Green Bay Packers    | Quarterback                  | [ 4 ]  |
| 1968 | II         | Bart Starr (2) *     | Green Bay Packers    | Quarterback                  | [ 5 ]  |
| 1969 | III        | Joe Namath *         | New York Jets        | Quarterback                  | [ 6 ]  |
| 1970 | IV         | Len Dawson *         | Kansas City Chiefs   | Quarterback                  | [ 7 ]  |
| 1971 | V          | Chuck Howley         | Dallas Cowboys       | Linebacker                   |        |
| 1972 | VI         | Roger Staubach *     | Dallas Cowboys       | Quarterback                  | [ 8 ]  |
| 1973 | VII        | Jake Scott           | Miami Dolphins       | Safety                       | [ 9 ]  |
| 1974 | VIII       | Larry Csonka *       | Miami Dolphins       | Running back                 | [ 10 ] |
| 1975 | IX         | Franco Harris *      | Pittsburgh Steelers  | Running back                 | [ 11 ] |
| 1976 | X          | Lynn Swann *         | Pittsburgh Steelers  | Wide receiver                | [ 12 ] |
| 1977 | XI         | Fred Biletnikoff *   | Oakland Raiders      | Wide receiver                | [ 13 ] |
| 1978 | XII        | Harvey Martin        | Dallas Cowboys       | Defensive end                | [ 14 ] |
| 1978 | XII        | Randy White *        | Dallas Cowboys       | Defensive tackle             | [ 14 ] |
| 1979 | XIII       | Terry Bradshaw *     | Pittsburgh Steelers  | Quarterback                  | [ 15 ] |
| 1980 | XIV        | Terry Bradshaw (2) * | Pittsburgh Steelers  | Quarterback                  | [ 16 ] |
| 1981 | XV         | Jim Plunkett         | Oakland Raiders      | Quarterback                  | [ 17 ] |
| 1982 | XVI        | Joe Montana *        | San Francisco 49ers  | Quarterback                  | [ 18 ] |
| 1983 | XVII       | John Riggins *       | Washington Redskins  | Running back                 | [ 19 ] |
| 1984 | XVIII      | Marcus Allen *       | Los Angeles Raiders  | Running back                 | [ 20 ] |
| 1985 | XIX        | Joe Montana (2) *    | San Francisco 49ers  | Quarterback                  | [ 21 ] |
| 1986 | XX         | Richard Dent *       | Chicago Bears        | Defensive end                | [ 22 ] |
| 1987 | XXI        | Phil Simms           | New York Giants      | Quarterback                  | [ 23 ] |
| 1988 | XXII       | Doug Williams        | Washington Redskins  | Quarterback                  | [ 24 ] |
| 1989 | XXIII      | Jerry Rice *         | San Francisco 49ers  | Wide receiver                | [ 25 ] |
| 1990 | XXIV       | Joe Montana (3) *    | San Francisco 49ers  | Quarterback                  | [ 26 ] |
| 1991 | XXV        | Ottis Anderson       | New York Giants      | Running back                 |        |
| 1992 | XXVI       | Mark Rypien          | Washington Redskins  | Quarterback                  | [ 27 ] |
| 1993 | XXVII      | Troy Aikman *        | Dallas Cowboys       | Quarterback                  | [ 28 ] |
| 1994 | XXVIII     | Emmitt Smith *       | Dallas Cowboys       | Running back                 | [ 29 ] |
| 1995 | XXIX       | Steve Young *        | San Francisco 49ers  | Quarterback                  | [ 30 ] |
| 1996 | XXX        | Larry Brown          | Dallas Cowboys       | Cornerback                   | [ 31 ] |
| 1997 | XXXI       | Desmond Howard       | Green Bay Packers    | Kick returner/ punt returner | [ 32 ] |
| 1998 | XXXII      | Terrell Davis *      | Denver Broncos       | Running back                 | [ 33 ] |
| 1999 | XXXIII     | John Elway *         | Denver Broncos       | Quarterback                  | [ 34 ] |
| 2000 | XXXIV      | Kurt Warner *        | St. Louis Rams       | Quarterback                  | [ 35 ] |
| 2001 | XXXV       | Ray Lewis *          | Baltimore Ravens     | Linebacker                   | [ 36 ] |
| 2002 | XXXVI      | Tom Brady            | New England Patriots | Quarterback                  | [ 37 ] |
| 2003 | XXXVII     | Dexter Jackson       | Tampa Bay Buccaneers | Safety                       | [ 38 ] |
| 2004 | XXXVIII    | Tom Brady (2)        | New England Patriots | Quarterback                  | [ 39 ] |
| 2005 | XXXIX      | Deion Branch         | New England Patriots | Wide receiver                | [ 40 ] |
| 2006 | XL         | Hines Ward           | Pittsburgh Steelers  | Wide receiver                | [ 41 ] |
| 2007 | XLI        | Peyton Manning       | Indianapolis Colts   | Quarterback                  | [ 42 ] |
| 2008 | XLII       | Eli Manning          | New York Giants      | Quarterback                  | [ 43 ] |
| 2009 | XLIII      | Santonio Holmes      | Pittsburgh Steelers  | Wide receiver                | [ 44 ] |
| 2010 | XLIV       | Drew Brees           | New Orleans Saints   | Quarterback                  | [ 45 ] |
| 2011 | XLV        | Aaron Rodgers        | Green Bay Packers    | Quarterback                  | [ 46 ] |
| 2012 | XLVI       | Eli Manning (2)      | New York Giants      | Quarterback                  | [ 47 ] |
| 2013 | XLVII      | Joe Flacco           | Baltimore Ravens     | Quarterback                  | [ 48 ] |
| 2014 | XLVIII     | Malcolm Smith        | Seattle Seahawks     | Linebacker                   | [ 49 ] |
| 2015 | XLIX       | Tom Brady (3)        | New England Patriots | Quarterback                  | [ 50 ] |
| 2016 | 50         | Von Miller           | Denver Broncos       | Linebacker                   | [ 51 ] |
| 2017 | LI         | Tom Brady (4)        | New England Patriots | Quarterback                  | [ 52 ] |
| 2018 | LII        | Nick Foles           | Philadelphia Eagles  | Quarterback                  | [ 53 ] |
| 2019 | LIII       | Julian Edelman       | New England Patriots | Wide receiver                | [ 54 ] |
| 2020 | LIV        | Patrick Mahomes      | Kansas City Chiefs   | Quarterback                  |        |
| 2021 | LV         | Tom Brady (5)        | Tampa Bay Buccaneers | Quarterback                  | [ 55 ] |
| 2022 | LVI        | Cooper Kupp          | Los Angeles Rams     | Wide receiver                | [ 56 ] |
| 2023 | LVII       | Patrick Mahomes (2)  | Kansas City Chiefs   | Quarterback                  | [ 57 ] |
| 2024 | LVIII      | Patrick Mahomes (3)  | Kansas City Chiefs   | Quarterback                  | [ 58 ] |
| 2025 | LIX        | Jalen Hurts          | Philadelphia Eagles  | Quarterback                  |        |

| Total | Equipo                      |
| ----- | --------------------------- |
| 7     | Dallas Cowboys              |
| 6     | Pittsburgh Steelers         |
| 6     | New England Patriots        |
| 5     | San Francisco 49ers         |
| 4     | Green Bay Packers           |
| 4     | New York Giants             |
| 3     | Denver Broncos              |
| 3     | Oakland-Los Angeles Raiders |
| 3     | Washington Redskins         |
| 3     | Kansas City Chiefs          |
| 2     | Baltimore Ravens            |
| 2     | Miami Dolphins              |
| 2     | Tampa Bay Buccaneers        |
| 2     | St. Louis-Los Angeles Rams  |
| 2     | Philadelphia Eagles         |
| 1     | Chicago Bears               |
| 1     | Indianapolis Colts          |
| 1     | New York Jets               |
| 1     | New Orleans Saints          |
| 1     | Seattle Seahawks            |

| Total | Posición                    |
| ----- | --------------------------- |
| 33    | Quarterback                 |
| 8     | Wide receiver               |
| 7     | Running back                |
| 4     | Linebacker                  |
| 2     | Defensive end               |
| 2     | Safety                      |
| 1     | Cornerback                  |
| 1     | Defensive tackle            |
| 1     | Kick returner/punt returner |

| Total | Jugador         |
| ----- | --------------- |
| 5     | Tom Brady       |
| 3     | Joe Montana     |
| 3     | Patrick Mahomes |
| 2     | Terry Bradshaw  |
| 2     | Eli Manning     |
| 2     | Bart Starr      |